# Heense Molen (buurtschap)

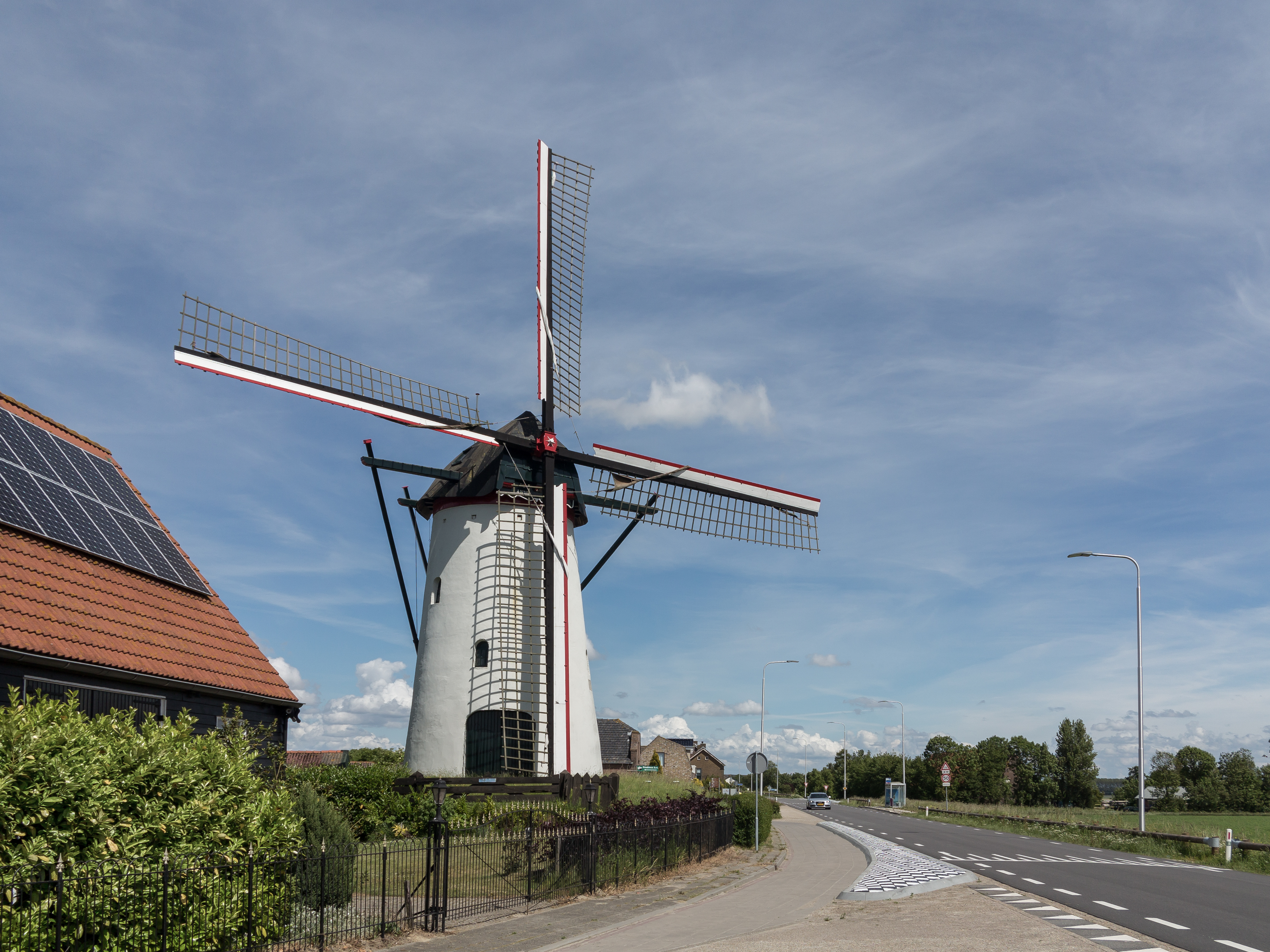
Heense Molen, de Heense Molen - molen de Vos

Heense Molen ook wel geschreven als Heensche Molen is een buurtschap  in de gemeente Steenbergen in de Nederlandse provincie Noord-Brabant en ligt in het westen van de gemeente, halverwege Nieuw Vossemeer en De Heen. Heense Molen bestaat uit enkele boerderijen en dijkhuizen. Ook bevindt zich er de windmolen De Vos.
Stad: Steenbergen      Dorpen: De Heen · Dinteloord · Kruisland · Nieuw-Vossemeer · Welberg 

Buurtschappen: Blauwe Sluis · Bloemendijk · De Bocht · Boompjesdijk · Dintelsas · 't Haantje · Heense Molen · Koevering · Notendaal · De Overval ‎· Rolaf ‎· Visberg · Waterhoefke · Wildenhoek · Zwarte Ruiter

Noord-Brabant: Steden en dorpen      Nederland: Provincies · Gemeenten